# Rio Ouham
O Rio Ouham  é um rio na África Central e uma das principais cabeceiras do Rio Chari, no território de Chade.

## Curso do rio
O rio tem sua origem na República Centro-Africana entre as regiões de Nana-Mambéré e de Ouham-Pendé, a mais de 1,000 metros de altitude e tem seu curso descendo e atravessando o território de Chade onde se junta ao rio Chari cerca de 25 km ao norte da cidade de Sarh.
No seu curso geral, ele passa pela cidade de Bossangoa que é capital de Ouham-Pendé.